# ريغي إل. سميث
ريغي إل. سميث (بالإنجليزية: Reggie L. Smith)‏ هو لاعب كرة قدم أمريكية أمريكي، ولد في 29 أغسطس 1962.